# 't Huis de Wolf
 't Huis de Wolf is een monumentaal landhuis in neorenaissancistische stijl in de Groningse plaats Haren.

## Beschrijving
't Huis de Wolf, dat in 1892 werd gebouwd naar ontwerp van Sybren Bakker, staat even ten noorden van het centrum van Haren aan de oostzijde van de Rijksstraatweg. Het landhuis is genoemd naar een herberg met dezelfde naam, die in 1691 en mogelijk al daarvoor op hetzelfde stuk land stond en waarschijnlijk voor 1818 door een groter pand is vervangen. In 1891 kwam dat in handen van de toen 24-jarige Friese boerenzoon en rechtenstudent uit Sint Jacobiparochie Atze Nannes Wassenaar (1867-1916), die het liet slopen en de huidige villa liet bouwen. In de gevel van 't Huis de Wolf is een eerste steen ingemetseld, die op 17 mei 1892 werd gelegd door Wassenaars echtgenote Hendrika van Wely. Wassenaar, die veel van paardrijden hield, kocht enkele jaren later ook een aangrenzende boerderij en het erbij horende stuk land, waarop hij een renbaan liet aanleggen.
Vermoedelijk heeft de familie Wassenaar van 1900 tot 1911 permanent in 't Huis de Wolf gewoond. Het werd vervolgens verhuurd en na Wassenaars overlijden door zijn weduwe in 1917 met alle bijbehorende grond verkocht aan de Staat der Nederlanden. Die bestemde het terrein voor de nieuwe botanische tuin van de Rijksuniversiteit Groningen, bedoeld als vervanging van de te klein geworden Hortustuin in de Groninger Hortusbuurt. Met de aanleg van de tuin werd in de winter van 1929-1930 begonnen. 't Huis de Wolf zelf, dat aanvankelijk werd verhuurd, herbergde in de loop van de tijd onder meer het Genetisch Instituut, het Polemologisch Instituut en het Verkeerskundig Studiecentrum van de universiteit. Begin jaren negentig verkocht deze instelling het gebouw aan een particulier, die het zo veel mogelijk in oude staat liet herstellen.
't Huis de Wolf is aangewezen als rijksmonument.